# Chaetacanthus
- Commons
- Wikispecies

Chaetacanthus Nees, segundo o Sistema APG II, é um gênero botânico da família Acanthaceae.

## Espécies
- Chaetacanthus burchellii
- Chaetacanthus costatus
- Chaetacanthus glandulosus
- Chaetacanthus hispidus
- Chaetacanthus persoonii
- Chaetacanthus repandus
- Chaetacanthus setiger
- Chaetacanthus setigera
- «Lista completa»

## Nome e referências
Chaetacanthus Nees , 1836.

## Classificação do gênero
| Sistema | Classificação                       | Referência            |
| ------- | ----------------------------------- | --------------------- |
| APG II  | Ordem Lamiales, família Acanthaceae | APweb, versão 9, 2008 |